# Zwarte trekkervis
De zwarte trekkervis (Melichthys niger) is een straalvinnige vis uit de familie van trekkervissen (Balistidae), orde kogelvisachtigen (Tetraodontiformes), die voorkomt in de Grote, Atlantische en Indische Oceaan.

## Beschrijving
Melichthys niger kan een maximale lengte bereiken van 50 centimeter. Het lichaam van de vis heeft een gedrongen vorm.
De vis heeft twee rugvinnen en één aarsvin. Er zijn 3 stekels en 30 tot 35 vinstralen in de rugvin en 28 tot 31 vinstralen in de aarsvin.

## Leefwijze
Melichthys niger is een zoutwatervis die voorkomt in subtropische wateren. De diepte waarop de soort voorkomt is maximaal 75 meter onder het wateroppervlak.
De vis voedt zich zowel met planten als met dieren.

## Relatie tot de mens
Melichthys niger is voor de visserij van beperkt commercieel belang. De soort wordt gevangen voor commerciële aquaria.
De soort staat niet op de Rode Lijst van de IUCN.